# Царьков, Евгений Юрьевич
Евгений Юрьевич Царьков (16 декабря 1970, Челябинск) — украинский и российский футболист. Выступал на позиции полузащитника.

## Карьера
Воспитанник челябинского футбола. начинал карьеру на Украине, в начале 1990-х выступал за клуб Первой лиге «Химик» Житомир. Затем переехал в Белоруссию, где играл в высшей лиге за «Торпедо-Кадино». В 1997 году вернулся в Россию, играл в составе команд Второго дивизиона и любительских коллективов.
После завершения карьеры стал детским тренером. Работал в челябинской спортшколе «Метар», затем перешел в ДЮСШ «Челябинск».

## Достижения
- Финалист Кубка Белоруссии: 1994/95
- Победитель Первенства КФК в зоне «Черноземье»: 2001